# TWICS
TWICS (acronimo di Two Way Information Communication System) è stato il primo Internet provider del Giappone, fondato nel 1985 come una comunità virtuale dal professore inglese Jeff Shepard e dall'imprenditore giapponese Jōichi Itō.

## Storia
TWICS venne fondata nel 1985 come una piccola comunità virtuale dal professore inglese Jeffry Shapard e dall'imprenditore Jōichi Itō, operando sotto il patrocinio dell'organizzazione non-profit International Education Center di Tokyo.
Con la liberalizzazione del mercato, TWICS divenne nel 1993 la prima organizzazione in Giappone a offrire l'accesso pubblico a Internet all'indomani dell'accordo con le filiali giapponesi delle aziende statunitensi InterCon International KK (IIKK) e AT&T.
La comunità aveva già inaugurato un servizio di posta elettronica basato su protocollo UUCP nel 1990, che per la prima volta aveva premesso a chiunque di inviare e ricevere e-mail liberamente anche al di fuori della rete accademica, ma dopo che Jeff Shapard ebbe lasciato il Giappone, il nuovo presidente Tim Burress riuscì a guidare l'azienda attraverso il complesso processo di regolamentazione presente in Giappone. Questo risultato diede adito a diverse polemiche e proteste soprattutto tra le aziende più vecchie e affermate, che avevano già trascorso anni nell'attesa vana di una licenza per fornire servizi simili.
Nel 1998 PSINet rilevò TWICS come parte del suo piano di espansione in Giappone. Con lo scoppio della bolla delle dot-com, la Cable & Wireless IDC acquisì la PSINet Japan insieme alla stessa TWICS nel dicembre 2001. Due anni più tardi TWICS fu acquistata e inglobata dalla Inter.net Global Inc.